# New World Computing
A New World Computing foi uma desenvolvedora americana de videogames fundada em 1984 por Jon Van Caneghem, sua esposa Michaela Van Canegahem, e Mark Caldwell. Era mais conhecido por seu trabalho na série de videogames RPG Might and Magic e seus spin-offs, especialmente Heroes of Might and Magic. A empresa foi comprada e tornou-se uma divisão da The 3DO Company em 10 de julho de 1996 da NTN Communications, depois que a NTN comprou a New World Computing por US$ 10 milhões em ações.
Em meio à turbulência financeira, a 3DO Company demitiu uma grande parte da equipe da New World Computing em 15 de abril de 2002. Embora uma equipe central menor permanecesse na New World Computing, no ano seguinte viu pouca melhoria na situação da controladora 3DO, e a empresa entrou com pedido de proteção contra falência, Capítulo 11, em maio daquele ano. Antes de se dissolver no final daquele ano, a 3DO vendeu os direitos da série Might and Magic para a Ubisoft. Como um estúdio de desenvolvimento interno da 3DO Company, a New World Computing deixou de existir com a dissolução de sua organização controladora.

## Might and Magic
O primeiro jogo Might and Magic, Might and Magic Book One: The Secret of the Inner Sanctum, foi programado por Jon Van Caneghem para um período de três anos terminando em 1986.[carece de fontes?] Lançado para o Apple II em 1º de junho, 1986, com port para o Commodore 64, Mac OS clássico e MS-DOS um ano depois, o jogo teve sucesso suficiente para garantir uma sequência, Might and Magic II: Gates to Another World, lançado para o Apple II e o MS-DOS em 1988.
A terceira parcela, Might and Magic III: Isles of Terra foi lançada em 1991 e foi o primeiro jogo da série projetado especificamente para computadores baseados em MS-DOS, embora tenham sido lançadas versões para uma variedade de outros sistemas, incluindo o clássico Mac OS., Super Nintendo Entertainment System e Sega Mega Drive. Might and Magic III apresentava um mecanismo de jogo totalmente redesenhado e gráficos VGA coloridos de 8 bits (256).
O motor Might and Magic III foi reutilizado para os próximos dois episódios da série, Might and Magic IV: Clouds of Xeen e Might and Magic V: Darkside of Xeen, lançados em 1992 e 1993, respectivamente. Quando instalados juntos, os dois jogos se tornaram um único título no estilo omnibus chamado World of Xeen. Em 1994, a New World lançou uma versão aprimorada em CD-ROM de World of Xeen com áudio do CD Red Book e diálogo falado. O motor Might and Magic III foi usado uma última vez para Swords of Xeen, uma continuação de World of Xeen produzido pela Catware sob permissão da New World Computing. Embora nunca tenha sido lançado como um título independente, Swords of Xeen foi incluído em várias compilações da série Might and Magic lançadas pela New World Computing e, mais tarde, pela 3DO Company.[carece de fontes?]
Após uma pausa de cinco anos (durante os quais a franquia spin-off Heroes of Might and Magic foi lançada) New World retornou à série Might and Magic com Might and Magic VI: The Mandate of Heaven, seu primeiro jogo a usar gráficos 3D. e o primeiro a ser lançado para Microsoft Windows. Seguiram-se Might and Magic VII: For Blood Honor (1999) e Might and Magic VIII: Day of the Destroyer (2000), usando o mesmo motor, mas adicionando suporte pra aceleração gráfica de hardware. No final de 2001, Might and Magic VIII foi lançado para o console de videogame PlayStation 2 apenas no mercado japonês, cortesia do desenvolvedor Imagineer.
Também em 2001, New World e 3DO lançaram Legends of Might and Magic, um spin-off da série Might and Magic. Originalmente concebido como um RPG de ação multijogador online (e anunciado como tal quando foi lançado na E3 em 2000), na época do lançamento do jogo no ano seguinte ele havia evoluído para um jogo de tiro em primeira pessoa mais tradicional.
O próximo jogo Might and Magic foi lançado em 2002 como Might and Magic IX para Windows. Abandonando o agora desatualizado motor Might and Magic VI em favor do motor LithTech (também usado em Legends of Might and Magic), Might and Magic IX foi o primeiro jogo da série a ser renderizado inteiramente em 3D. Infelizmente, o lançamento do jogo foi apressado e o produto final foi mal recebido pelos críticos, que notaram os numerosos bugs de software restantes na versão final, muitos dos quais não foram totalmente resolvidos pelo único patch lançado antes do Novo Mundo. A dissolução da computação. O jogo mais atual, lançado pela Ubisoft em 2014, é Might and Magic X.
Antes de sua falência, a 3DO Company produziu mais dois spin-offs da série Might and Magic: Crusaders of Might and Magic e Warriors of Might and Magic. Nenhum desses jogos foi desenvolvido pela New World Computing, entretanto.[carece de fontes?] Da mesma forma, vários títulos derivados de Might and Magic foram produzidos desde a dissolução da New World Computing pela Ubisoft e seus associados. A New World Computing não esteve envolvida na produção de nenhum deles (incluindo Dark Messiah of Might and Magic).

### Heroes of Might and Magic
Em 1990, a New World Computing lançou King's Bounty, um RPG tático baseado em turnos, para Apple II, MS-DOS, Mac OS clássico, Commodore 64 e Amiga. O jogo, projetado pelo co-fundador do New World, Jon Van Caneghem, foi posteriormente modificado para incluir elementos em tempo real e portado para o console de videogame Sega Mega Drive. Quatro anos depois, New World revisitaria a mecânica básica das versões para computador doméstico de King's Bounty com Heroes of Might and Magic: A Strategic Quest, lançado para MS-DOS. Em 1996, uma versão aprimorada do jogo foi lançada para Windows 95.
Seguindo o sucesso do primeiro jogo Heroes, a New World lançou Heroes of Might and Magic II para Windows 95 e o clássico Mac OS. Um pacote de expansão, intitulado The Price of Loyalty foi projetado pela Cyberlore Studios e lançado pela New World Computing em 1997 apenas para Windows 95. O jogo combinado e sua expansão foram posteriormente relançados juntos como Heroes of Might e Magic II Gold.
Em 1999, Heroes of Might and Magic III foi lançado para Windows e o clássico Mac OS. O lançamento para Windows foi rapidamente seguido pelo pacote de expansão Armageddon's Blade no final daquele ano e pelo pacote de expansão The Shadow of Death no início de 2000. Nenhum dos dois pacotes de expansão foi lançado separadamente para Mac OS, embora um lançamento coletivo, intitulado Heroes of Might and Magic III Complete foi lançado para Windows e Mac OS logo depois. A Loki Software produziu uma versão Linux do Heroes III original em 2000, mas nenhuma das duas expansões foi disponibilizada.
De 2000 a 2001, a New World Computing usou uma versão limitada do mecanismo de jogo Heroes of Might and Magic III em uma série de oito títulos episódicos lançados sob o guarda-chuva de Heroes Chronicles. Dois desses jogos (The World Tree e The Fiery Moon) só estavam disponíveis para download online para consumidores que compraram outras parcelas da série.
Em 2001, um remake aprimorado do King's Bounty original foi lançado para o console de videogame PlayStation 2. O jogo foi comercializado como parte da franquia Heroes e lançado sob o título Heroes of Might and Magic: Quest for the Dragon Bone Staff.
Heroes of Might and Magic IV foi lançado para Windows em 2002 junto com Might and Magic IX, e apresentou uma grande reformulação na jogabilidade da série. Como o jogo Heroes anterior, dois pacotes de expansão foram lançados: The Gathering Storm no final de 2002 e The Winds of War em 2003. The Winds of War foi o último título a ser desenvolvido pela New World Computing antes de sua dissolução após a falência da 3DO.
Os jogos subsequentes da série Heroes of Might and Magic foram desenvolvidos pela Nival Interactive e lançados pela Ubisoft. Além disso, os direitos do nome King's Bounty foram adquiridos em 2007 pela editora russa 1C Company, que lançou King's Bounty: The Legend no ano seguinte (desenvolvido pela Katauri Interactive).

## Outros jogos
Ao longo de sua existência, a New World Computing se concentrou principalmente na série Might and Magic e seus vários spin-offs. No início de sua existência, entretanto, a empresa esteve envolvida no desenvolvimento de vários videogames não relacionados, normalmente no gênero RPG. A empresa também atuou como editora de vários jogos, incluindo Spaceward Ho!, desenvolvido pela Delta Tao Software e Empire Deluxe por Mark Baldwin e Bob Rakowsky. Depois de ser absorvida pela 3DO Company, a New World Computing dedicou suas energias exclusivamente ao desenvolvimento de jogos, e depois disso trabalhou exclusivamente na franquia Might and Magic.
Em 1989, a New World Computing desenvolveu o jogo satírico Nuclear War, baseado no jogo de cartas Flying Buffalo de mesmo nome. Embora isso não tenha sido particularmente bem-sucedido do ponto de vista financeiro, foi notável como um afastamento do campo tradicional de videogames RPG da empresa.

## Jogos
| Ano  | Título                                                     | Desenvoledor | Editor |
| ---- | ---------------------------------------------------------- | ------------ | ------ |
| 1986 | Might and Magic: The Secret of the Inner Sanctum           | Sim          | Sim    |
| 1988 | Might and Magic II: Gates to Another World                 | Sim          | Sim    |
| 1989 | Nuclear War                                                | Sim          | Não    |
| 1990 | King's Bounty                                              | Sim          | Sim    |
| 1990 | Tunnels & Trolls: Crusaders of Khazan                      | Sim          | Sim    |
| 1991 | The Faery Tale Adventure                                   | Port         | Não    |
| 1991 | Joe and Mac                                                | Não          | Sim    |
| 1991 | Might and Magic III: Isles of Terra                        | Sim          | Sim    |
| 1991 | Planet's Edge                                              | Sim          | Sim    |
| 1992 | Might and Magic IV: Clouds of Xeen                         | Sim          | Sim    |
| 1992 | Spaceward Ho!                                              | Não          | Sim    |
| 1993 | Empire Deluxe                                              | Não          | Sim    |
| 1993 | Empire Deluxe Scenarios                                    | Não          | Sim    |
| 1993 | Might and Magic V: Darkside of Xeen                        | Sim          | Sim    |
| 1994 | Hammer of the Gods                                         | Não          | Sim    |
| 1994 | Inherit the Earth: Quest for the Orb                       | Não          | Sim    |
| 1994 | Iron Cross                                                 | Sim          | Sim    |
| 1994 | Might and Magic: World of Xeen (enhanced CD)               | Sim          | Sim    |
| 1994 | Zephyr                                                     | Sim          | Sim    |
| 1995 | Anvil of Dawn                                              | Não          | Sim    |
| 1995 | Heroes of Might and Magic                                  | Sim          | Sim    |
| 1995 | Multimedia Celebrity Poker                                 | Sim          | Sim    |
| 1995 | Swords of Xeen                                             | Não          | Sim    |
| 1995 | Wetlands                                                   | Não          | Sim    |
| 1995 | Mind Games                                                 | Não          | Sim    |
| 1996 | Chaos Overlords                                            | Não          | Sim    |
| 1996 | Empire II: The Art of War                                  | Não          | Sim    |
| 1996 | Heroes of Might and Magic II: The Succession Wars          | Sim          | Sim    |
| 1996 | Spaceward Ho! IV                                           | Não          | Sim    |
| 1996 | Wages of War                                               | Não          | Sim    |
| 1997 | Heroes of Might and Magic II: The Price of Loyalty         | Não          | Sim    |
| 1998 | Might and Magic VI: The Mandate of Heaven                  | Sim          | Sim    |
| 1999 | Arcomage                                                   | Sim          | Sim    |
| 1999 | Heroes of Might and Magic III                              | Sim          | Sim    |
| 1999 | Heroes of Might and Magic III: Armageddon's Blade          | Sim          | Sim    |
| 1999 | Might and Magic VII: For Blood and Honor                   | Sim          | Sim    |
| 1999 | Vegas Games 2000 / Vegas Games: Midnight Madness           | Sim          | Sim    |
| 2000 | Heroes Chronicles: Clash of the Dragons                    | Sim          | Sim    |
| 2000 | Heroes Chronicles: Conquest of the Underworld              | Sim          | Sim    |
| 2000 | Heroes Chronicles: Masters of the Elements                 | Sim          | Sim    |
| 2000 | Heroes Chronicles: Warlords of the Wastelands              | Sim          | Sim    |
| 2000 | Heroes Chronicles: The World Tree (download only)          | Sim          | Sim    |
| 2000 | Heroes Chronicles: The Fiery Moon (download only)          | Sim          | Sim    |
| 2000 | Heroes of Might and Magic III: The Shadow of Death         | Sim          | Sim    |
| 2000 | Might and Magic VIII: Day of the Destroyer                 | Sim          | Sim    |
| 2001 | Heroes Chronicles: The Final Chapters                      | Sim          | Sim    |
| 2001 | Heroes of Might and Magic: Quest for the Dragon Bone Staff | Sim          | Sim    |
| 2001 | Legends of Might and Magic                                 | Sim          | Sim    |
| 2002 | Heroes of Might and Magic IV                               | Sim          | Sim    |
| 2002 | Heroes of Might and Magic IV: The Gathering Storm          | Sim          | Sim    |
| 2002 | Might and Magic IX                                         | Sim          | Sim    |
| 2003 | Heroes of Might and Magic IV: Winds of War                 | Sim          | Sim    |